# Miyara
Der Miyara (jap. 宮良川 Miyara-gawa) ist ein Fluss auf der japanischen Insel Ishigaki-jima. Der Fluss entspringt am Nordosthang des Omoto-dake, dem höchsten Gipfel der Präfektur Okinawa, wo er von zwei Stauseen gespeist wird, und mündet nach einer Länge von 13,28 km im Süden der Insel in die Philippinensee. Am Ufer des Mündungsgebiets bis etwa 2 km stromaufwärts wächst ein Mangrovenwald, der u. a. vielen Vögeln als Brutplatz dient. Touristen können Kanutouren auf dem Fluss buchen. Weiter stromaufwärts breiten sich landwirtschaftliche Flächen wie Zuckerrohr- und Ananasfelder sowie Reisfelder aus. Der Fluss ist nach dem gleichnamigen Ort Miyara östlich des Mündungsgebiets benannt.

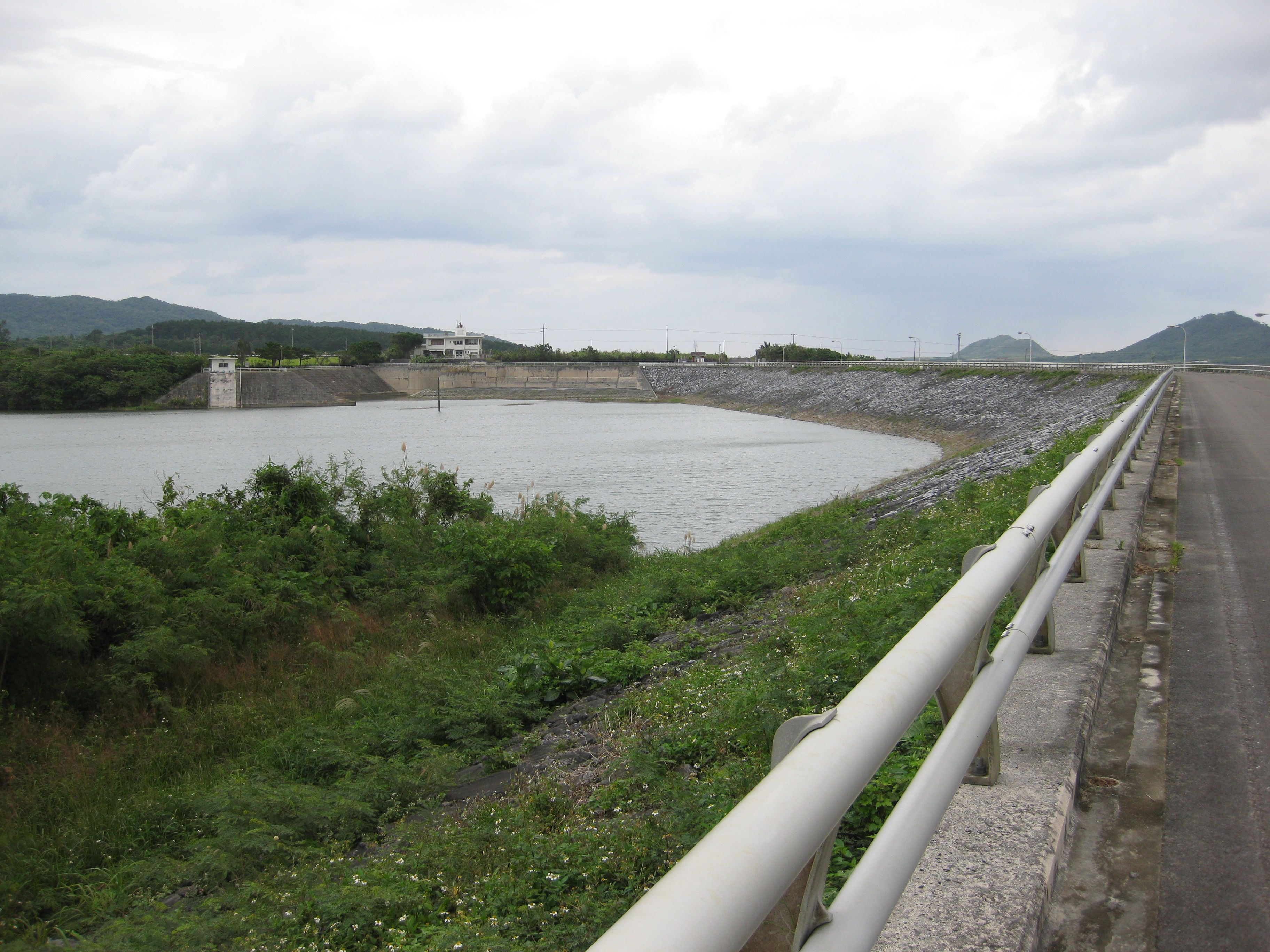
Maezoto-Staudamm 真栄里ダム